# Bagh-e Melli

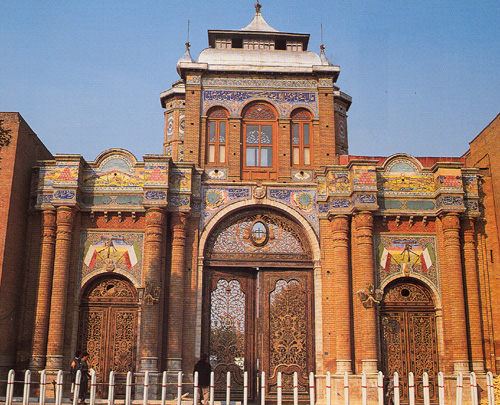
Les portes principales du jardin national ont été construites sous la dynastie kadjar.

Bagh-e Melli (jardin national) est un parc situé dans le centre de Téhéran, où se trouvent le Ministère des Affaires étrangères de l'Iran, le Musée national d'Iran, le Musée national Malek et le Musée national de la poste.